# Anyphaena banksi
Anyphaena banksi är en spindelart som beskrevs av Embrik Strand 1906. Anyphaena banksi ingår i släktet Anyphaena och familjen spökspindlar. Inga underarter finns listade i Catalogue of Life.